# John Boyne
John Boyne (Dublín, 1971) és un novel·lista irlandès, es va llicenciar en literatura anglesa a la Universitat de Dublín i va estudiar creació literària a Norwich. Va guanyar el premi Curtis Brown i va començar a publicar relats breus; l'any 2000 va publicar la primera novel·la que porta per nom The Thief of Time. El 2006 va publicar la que de moment és la seva obra més coneguda i la primera que s'ha traduït en català, El noi del pijama de ratlles.
Boyne continua vivint a la seva ciutat natal i prepara noves novel·les, que ja s'han traduït a 22 llengües.
Es va formar en Trinity College, i en la universitat d'East Anglia, Norwich, Anglaterra. És autor de diverses novel·les, entre les quals destaca la de The boy in the striped Pyjamas (El noi del pijama de ratlles), sent aquesta última un èxit en tots els països en els quals es va publicar. A Irlanda es va mantenir en primer lloc durant 35 setmanes. Ha estat traduïda ja a trenta-quatre idiomes incloent braille i ha suposat un extraordinari èxit de vendes en diversos països. Guanyadora de dos Irish Book Awards i finalista del British Book Award, ha estat portada al cinema per Miramax / Disney per la direcció de Mark Herman. A Espanya ha estat guardonada amb el Premi dels Lectors 2007 de la revista Qué Leer i va aconseguir romandre més d'un any en totes les llistes de llibres més venuts. A França va ocasionar una expectació tan aclamada pels lectors que Le Gaccete D'Irgoer publicar una oda a John Boyne per relatar la història a la perfecció.
Amb la publicació de "Motí al Bounty" i "La casa del propòsit especial" Boyne va tornar a demostrar un talent especial per abordar temes coneguts amb una mirada nova que convida a la reflexió, deixant una profunda empremta en els lectors. A més d'un especial do narratiu per tractar grans esdeveniments històrics des de perspectives desconegudes, projectant sobre el ja sabut una llum nova i sorprenent.

## Llibres
En negreta figuren els títols publicats en català.
- The Thief of Time (2000).
- The Congress of Rough Riders (2001).
- Crippen: a novel of murder (2004).
- Next of Kin (2006).
- El noi del pijama de ratlles (The Boy in the Striped Pyjamas, 2006; traducció de Jordi Cussà Balaguer): Bruno, un noi de 9 anys i de família alemanya, s'ha de traslladar a viure amb la seva família al nou destí militar del pare. Són destinats a anar a Auschwitz.Allà Bruno s'avorreix i enyora la vida que tenia a Berlín i els diu als seus pares que no vol continuar vivint en aquell lloc. El noi cada dia mira des de la seva habitació,un munt de gent vestida igual, amb el que ell anomena un pijama de ratlles. Un dia decideix recórrer tota la tanca des de casa seva. En una part de la tanca, veu un noi de la seva mateixa edat que es diu Shmuel amb qui comença a tindre una amistat. A poc a poc anirà descobrint tot el que passa amb aquell lloc, i que hi fan allà.
- Motí al Bounty (Mutiny on the Bounty, 2008; traducció de Jordi Cussà): Trepidant, vital i commovedora, Motí al Bounty narra les aventures i desventures de John Jacob Turnstile, un jove orfe de catorze anys que sobreviu a base d'escurar les butxaques dels altres i buscar-se seriosos problemes amb la llei. Quan és a punt d'entrar a la presó, però, li arriba una proposta temptadora, i així serà com Turnstile, un encantador i desvergonyit antiheroi amb el cor d'or i la paraula àgil, s'embarcarà al Bounty cap a unes terres llunyanes i un futur incert.
- The second child (2008)
- L'aposta (The Dare, 2009; traducció de Silvia Masó): El protagonista és en Danny Delaney que comença les vacances escolars. Però aviat veurà com les seves vacances no seran com les pensava, quan veu arribar a casa la seva mare acompanyada per dos agents de policia. Hi ha hagut un terrible accident. La Sra. Delaney ha atropellat accidentalment un nen amb el seu cotxe. El nen es troba en estat de coma greu a l'hospital comarcal i ningú no pot saber si se'n sortirà o no. Mentre la mare d'en Danny es tanca en ella mateixa, plena de culpa i remordiments, ell i el seu pare veuran la necessitat de recompondre les peces d'una família esquinçada per un imprevisible accident que canviarà les seves vides per sempre més. Novel·la curta de John Boyne que no decebrà als seus seguidors.
- La Casa del propòsit especial (The House of Special Purpose, 2009; traducció de Jordi Cussà): Rússia, 1915: als 16 anys, Georgy Jachmenev rep una bala que anava destinada a un membre de la família imperial russa, i de seguida es converteix en un heroi. En qüestió d'hores, la seva vida com a fill de pagès canvia radicalment quan l'escorten a Sant Petersburg per ocupar la seva nova plaça com a guardaespatlles d'Alexei Romanov, fill del Tsar Nicolau II. Seixanta anys més tard, mentre fa companyia a la seva dona Zoya, que jeu moribunda en un hospital de Londres, els records de la vida que han viscut junts comencen a envair-lo. El seu matrimoni, tot i que feliç, ha estat marcat per la tragèdia, per la pèrdua d'éssers estimats i l'experiència de l'exili, sempre dolorosa. En part història d'amor, en part èpica històrica, en part tragèdia, La casa del propòsit especial és una novel·la sobre un home arrancat d'una casa pobra i llançat al cor d'un imperi en declivi, i la narració avança des del Sant Petersburg revolucionari fins al París de després de la Ia Guerra Mundial i fins a Londres i les costes fineses dels anys 80, abans de retornar a un tranquil hospital on la història de Georgy i Zoya, finalment, s'haurà de resoldre.
- En Noah Barleywater fuig de casa (Noah Barleywater runs away:a fairytale, 2010; il·lustracions d'Oliver Jeffers ; traducció d'Albert Torrescasana i Mercè Santaulària): En Noah té vuit anys, i la millor manera que ha trobat de resoldre els seus problemes és fer veure que no existeixen. Però arriba un dia que l'única manera per no pensar-hi és fugir de casa. Espantat i confós, en Noah s'endinsa al bosc. Després de passar per un parell de pobles, on es troba personatges curiosos i situacions estranyes, arriba a una botiga molt original plena de joguines fantàstiques i coneix un joguinaire inusual, molt vell, que té una història per explicar: una història llarga, plena d'aventures i màgia, que li farà viure un viatge inoblidable que li canviarà la vida. I que podria canviar la teva, també. Seguint les petjades d'El noi del pijama de ratlles, el seu llibre més cèlebre, John Boyne construeix, de la mà d'un altre nen inoblidable, en Noah Barleywater, una llegenda plena de màgia i superació que seduirà els lectors de totes les edats.
- El pacifista (The Absolutist, 2011; traducció d'Aurora Ballester): Setembre del 1919: Tristan Sadler té vint anys quan decideix agafar un tren de Londres a Norwich per portar unes cartes a la Marian Bancroft. En Tristan va lluitar al costat del germà de la Marian, Will, durant la Primera Guerra Mundial, fins que en Will va deixar les armes al camp de batalla i es va declarar objector de consciència, fet que va provocar que l'afusellessin per traïdor i que va causar vergonya i deshonor a la família Bancroft. Però les cartes no són la raó autèntica de la visita d'en Tristan: guarda un secret amagat a l'ànima, un secret que vol compartir amb la Marian, si té el valor de fer-ho. Mentre passegen pels carrers d'una ciutat que encara s'està avesant al final de la guerra, ell recorda la seva amistat amb en Will, des dels camps d'entrenament fins a les trinxeres del nord de França, i parla de com la seva estreta amistat li va comportar breus moments de felicitat i de descoberta així com llargs moments de desesperació i dolor.
- El noi que no tocava de peus a terra (The Terrible Thing That Happened To Barnaby Brocket, 2012; il·lustracions d'Oliver Jeffers; traducció de David Nel·lo): L'Alistair i l'Eleanor Brocket són un matrimoni normal. Tenen feines corrents, costums discrets i dos fills assenyats. No destaquen en res i mai no desentonen. Són perfectament avorrits, i n'estan ben orgullosos. Els problemes comencen quan arriba el seu tercer fill, en Barnaby. La criatura neix amb una particularitat insòlita: flota. I per molt que elspares, escandalitzats, s'entestin a fer-lo comportar com un nen normal,en Barnaby no pot evitar enlairar-se. Després d'anys de batallar sense remei perquè el seu fill deixi d'avergonyir-los, l'Alistair i l'Eleanor prenen una decisió dràstica. Aquesta decisió suposarà l'inici d'un viatge fantàstic que durà en Barnaby per tot el món a la recerca de la seva pròpia identitat.
- Aquesta casa està embruixada (This House Is Haunted, 2013; traducció de Mercè Santaulària): Després de la mort del seu pare, l'Eliza Caine es troba sola al món. Només té la companyia dels personatges de les novel·les de Dickens que el pare tant estimava. El 1867, a l'època victoriana, una jove soltera tenia poques opcions al seu abast. Per això, un dia decideix contestar un anunci que demana una institutriu a Gaudlin Hall. A l'estació de tren, unes mans invisibles l'empenyen per darrere cap a les vies d'un comboi que s'acosta. Afortunadament, se salva. Quan arriba a la seva destinació tota espantada només la reben els dos nens, que no li donen explicacions. Realment estan sols, els nens? En aquesta història de fantasmes es fa difícil saber qui o què ens trobarem a Gaudlin Hall, una casa amb finestres tancades i cortines darrere de les quals xiula el vent. Però l'Eliza es revolta contra la por i els misteris.
- Quedeu-vos a la trinxera i després correu (Stay Where You Are And Then Leave, 2013, traducció d'Esther Roig): El dia que esclata la Primera Guerra Mundial, el pare de l'Alfie Summerfield promet que no anirà mai a lluitar. Just l'endemà trenca la promesa i quatre anys més tard, l'Alfie encara no sap on és el seu pare, només que es troba lluny i en una missió secreta. Un dia, mentre neteja sabates a l'estació de tren de King Cross, l'Alfie veu inesperadament el nom del seu pare escrit entre un munt de papers que pertanyen a un metge militar. Atordit i confós, el noi s'adona que el seu pare és en un hospital amb unes condicions especials. L'Alfie està decidit a rescatar-lo d'aquest estrany i inquietant lloc.
- A History of Loneliness (2014).
- El noi de la casa de la muntanya (The Boy At The Top Of The Mountain, 2015; traducció de Jordi Cussà): Quan el Pierrot es queda orfe, es veu obligat a deixar la seva casa de París i començar una nova vida amb la seva tieta Beatrix, que fa de minyona a casa d'una gent acomodada, al cim dels Alps bavaresos, a Alemanya. Però no és una època normal. Corre l'any 1935 i la Segona Guerra Mundial està a punt d'esclatar. I aquella tampoc no és una casa normal, és el famós Berghof, residència de descans d'Adolf Hitler. Ràpidament, el Pierrot serà acollit i tutelat per Hitler, que el llançarà a un món nou cada cop més perillós: un món ple de terror, secrets i traïcions, del quan no serà gens fàcil escapar...
- Beneath the earth (2015).
- Les fúries invisibles del cor (The Heart's Invisible Furies, 2017; traducció de Jordi Cussà i Anna Camps): El Cyril Avery no és un Avery de debò. I no ho serà mai. O, si més no, això és el que li diuen els seus pares adoptius. Però si no és un Avery de debò, què és? Nascut d’una mare adolescent que ha estat expulsada del seu poble i fill adoptiu d’un acomodat però excèntric matrimoni dublinès que el tracta més com una mascota que no com un fill, el Cyril se sent a la deriva per la vida, només amb el tènue lligam que li proporciona el seu amic de l’ànima, l’infinitament més glamurós –i perillós– Julian Woodband. Seguint els tombs de la fortuna i l’atzar, el Cyril tindrà tota una vida per conèixer-se i saber d’on ve i, de passada, al llarg de tres quarts de segle, descobrir una identitat, una llar, un país i molt més.[3]
- El meu germà es diu Jessica (My Brother's Name is Jessica, 2019; traducció de Jordi Cussà i Anna Camps): En Sam adora el seu germà Jason: és amable, popular i el millor jugador de futbol que ha vist mai. Però una tarda en Jason reuneix la família per dir-los que fa temps que porta un secret a dins, un secret que els vol explicar. Els pares, en sentir-lo, no en volen saber res i en Sam, simplement, no ho entén. Perquè què has de pensar si el teu germà et diu que és una noia i que sempre s'ha sentit així?[4]
- Quan el món es va trencar (All the Broken Places, 2022; traducció d'Imma Estany): Amb 91 anys, la Gretel Fernsby du una vida tranquil·la i confortable al seu magnífic pis londinenc, malgrat amagar un passat fosc i pertorbador. No parla mai de com va fugir de l'Alemanya nazi quan tenia 12 anys. Ni els anys de postguerra a França amb la seva mare. I sobretot, no parla del seu pare, el comandant d'un dels camps d'extermini més tristament cèlebres del Reich. Quan una parella es trasllada al pis de sota, fa amistat amb el fill de nou anys, en Henry, tot i que li porta records incòmodes del seu germà Bruno. Però un dia assisteix a un enfrontament violent de la parella. I davant la tria entre la pròpia seguretat i la del nen, la Gretel evoca dilemes semblants amb què va topar temps enrere.[5]

## Polèmica
El llibre El nom del meu germa és Jessica, publicat l’any 2019, sobre un jove que ha d’assumir que el seu germà gran surti de l’armari com a noia trans, va ser criticat per la manera com representa les qüestions transgènere i per promoure l'error de gènere. En un article al The Irish Times que promocionava el llibre, Boyne va explicar que s'havia inspirat per a escriure’l en un amic transgènere, i que havia parlat amb professionals de la identitat de gènere i "unes quantes persones trans" per assegurar-se de retratar correctament el tema del llibre. Tanmateix, encara va rebre més crítiques perquè en l’article declarava que "rebutjo la paraula 'cis' ... No em considero un home cis; em considero un home". També va dir que "tot i que faré servir gustosament qualsevol terme que una persona senti que el defineix més bé... rebutjo la idea que algú pugui forçar algú altre amb un terme que no vol".
Com a resposta a Boyne a The Irish Times, Aoife Martin, director de Trans Equality Network Ireland, va afirmar que "tant si a Boyne li agrada com si no, és un home cis i té privilegis cis", i va declarar que "no he llegit el llibre". Boyne va eliminar el seu compte de Twitter, al·legant assetjament a les xarxes socials, tot i que més tard s'hi tornaria a afegir. Alguns escriptors li han donat suport.